# Verona Volley 2023-2024
Questa voce raccoglie le informazioni riguardanti la Verona Volley nelle competizioni ufficiali della stagione 2023-2024.

## Stagione
Nella stagione 2023-24 la Verona Volley assume la denominazione sponsorizzata di Rana Verona.
Partecipa per la terza volta alla Superlega: chiude la regular season di campionato al settimo posto in classifica, qualificandosi per i play-off scudetto, dove viene sconfitta nei quarti di finale dalla Sir Safety Perugia. Accede quindi ai play-off 5º posto, arrivando fino in finale, perdendo contro la Lube.
A seguito dell'ottavo posto in classifica al termine del girone di andata, si qualifica per la Coppa Italia: è eliminata nei quarti di finale dalla Trentino.

## Organigramma societario
Area direttiva
- Presidente: Stefano Fanini
- Amministratore unico: Fabio Venturi
- Direttore sportivo: Gian Andrea Marchesi
- Team Manager: Adi Lami
- Logistica prima squadra: Claudio Brendolan, Claudio Tamanini

Area tecnica
- Allenatore: Radostin Stojčev
- Allenatore in seconda: Dario Simoni
- Assistente allenatore: Federico Fagiani
- Scout man: Mario Di Maio
- Responsabile settore giovanile: Adi Lami
- Responsabile tecnico settore giovanile: Bruno Bagnoli

Area comunicazione
- Responsabile comunicazione: Damiano Beltotto
- Ufficio stampa: Emiliano Martinelli
- Area digital: Angela Cenzon, Camilla Turci, Thomas Zanetti

Area marketing
- Ufficio marketing: Serena Valpreda

Area sanitaria
- Medico: Alberto Ciacciarelli
- Preparatore atletico: Ivanov Tsvetelin
- Fisioterapista: Roberta Placi, Lorenzo Chlapowski
- Massofisioterapista: Claudio Bignotti
- Ortopedico: Roberto Filippini

## Rosa
| N° | Nome               | Ruolo | Data di nascita   | Nazionalità sportiva |
| -- | ------------------ | ----- | ----------------- | -------------------- |
| 1  | Aidan Zingel       | C     | 19 novembre 1990  | Italia               |
| 2  | Lorenzo Cortesia   | C     | 26 settembre 1999 | Italia               |
| 4  | Donovan Džavoronok | S     | 23 luglio 1997    | Rep. Ceca            |
| 6  | Francesco D'Amico  | L     | 9 ottobre 1999    | Italia               |
| 7  | Nikola Jovović     | P     | 13 febbraio 1992  | Serbia               |
| 9  | Noumory Keïta      | O     | 26 giugno 2001    | Mali                 |
| 10 | Amin Esmaeilnezhad | O     | 19 dicembre 1997  | Iran                 |
| 11 | Aleks Grozdanov    | C     | 28 marzo 1998     | Bulgaria             |
| 13 | Luca Spirito       | P     | 30 ottobre 1993   | Italia               |
| 15 | Pietro Bonisoli    | L     | 11 febbraio 2005  | Italia               |
| 16 | Francesco Sani     | S     | 16 luglio 2002    | Italia               |
| 18 | Leandro Mosca      | C     | 5 settembre 2000  | Italia               |
| 19 | Rok Možič          | S     | 17 gennaio 2002   | Slovenia             |
| 21 | Andrea Zanotti     | C     | 28 ottobre 1997   | Italia               |
| 23 | Axel Truhtchev     | S     | 29 aprile 1995    | Francia              |

## Mercato
| Acquisti | Acquisti           | Acquisti          | Acquisti   |
| R.       | Nome               | da                | Modalità   |
| -------- | ------------------ | ----------------- | ---------- |
| L        | Francesco D'Amico  | Lube              | definitivo |
| S        | Donovan Džavoronok | Trentino          | definitivo |
| O        | Amin Esmaeilnezhad | PAS Gorgan        | definitivo |
| P        | Nikola Jovović     | Dinamo-LO         | definitivo |
| S        | Francesco Sani     | UC Irvine         | definitivo |
| S        | Axel Truhtchev     | Neftohimik        | definitivo |
| C        | Aidan Zingel       | Top Volley Latina | definitivo |

| Cessioni                               | Cessioni            | Cessioni | Cessioni   |
| R.                                     | Nome                | a        | Modalità   |
| -------------------------------------- | ------------------- | -------- | ---------- |
| S                                      | Gustavo Cavalcanti  | Garlasco | definitivo |
| P                                      | Raphael de Oliveira | -        | ritirato   |
| L                                      | Marco Gaggini       | Milano   | definitivo |
| O                                      | Mads Jensen         | Cuneo    | definitivo |
| S                                      | Giulio Magalini     | Trentino | definitivo |
| O                                      | Maksim Sapožkov     | Modena   | definitivo |
| Trasferimenti nel corso della stagione |                     |          |            |
| S                                      | Axel Truhtchev      | PAOK     | definitivo |

## Risultati

### Superlega

#### Girone di andata
| 1ª giornata - 22 ottobre 2023 PalaMazzola, Taranto                | Prisma Taranto       | 1 - 3 | Verona             | 22-25, 22-25, 28-26, 16-25        |
| 2ª giornata - 28 ottobre 2023 PalaOlimpia, Verona                 | Verona               | 2 - 3 | Modena             | 25-23, 25-17, 20-25, 23-25, 11-15 |
| 3ª giornata - 5 novembre 2023 PalaOlimpia, Verona                 | Verona               | 0 - 3 | Trentino           | 18-25, 17-25, 15-25               |
| 4ª giornata - 12 novembre 2023 PalaCatania, Catania               | Saturnia Acicastello | 1 - 3 | Verona             | 23-25, 22-25, 27-25, 16-25        |
| 5ª giornata - 8 novembre 2023 PalaOlimpia, Verona                 | Verona               | 1 - 3 | Milano             | 20-25, 25-23, 22-25, 20-25        |
| 6ª giornata - 18 novembre 2023 PalaSanLazzaro, Padova             | Padova               | 3 - 1 | Verona             | 25-17, 13-25, 25-20, 25-23        |
| 7ª giornata - 26 novembre 2023 PalaOlimpia, Verona                | Verona               | 0 - 3 | Sir Safety Perugia | 18-25, 20-25, 22-25               |
| 8ª giornata - 3 dicembre 2023 PalaBanca, Piacenza                 | You Energy           | 3 - 0 | Verona             | 27-25, 25-23, 25-20               |
| 9ª giornata - 10 dicembre 2023 PalaOlimpia, Verona                | Verona               | 3 - 2 | Powervolley Milano | 23-25, 25-21, 23-25, 25-21, 15-11 |
| 10ª giornata - 17 dicembre 2023 PalaOlimpia, Verona               | Verona               | 3 - 0 | Cisterna           | 25-23, 25-17, 27-25               |
| 11ª giornata - 26 dicembre 2023 PalaCivitanova, Civitanova Marche | Lube                 | 2 - 3 | Verona             | 25-22, 25-18, 16-25, 23-25, 12-15 |

#### Girone di ritorno
| 12ª giornata - 29 dicembre 2023 PalaOlimpia, Verona                        | Verona             | 3 - 1 | Prisma Taranto       | 26-24, 25-12, 20-25, 25-15        |
| 13ª giornata - 7 gennaio 2024 PalaPanini, Modena                           | Modena             | 0 - 3 | Verona               | 21-25, 18-25, 13-25               |
| 14ª giornata - 14 gennaio 2024 PalaTrento, Trento                          | Trentino           | 3 - 1 | Verona               | 25-27, 25-16, 25-16, 25-22        |
| 15ª giornata - 21 gennaio 2024 PalaOlimpia, Verona                         | Verona             | 3 - 1 | Saturnia Acicastello | 25-22, 25-15, 19-25, 25-21        |
| 16ª giornata - 24 gennaio 2024 Arena di Monza, Monza                       | Milano             | 2 - 3 | Verona               | 25-23, 26-24, 23-25, 22-25, 11-15 |
| 17ª giornata - 3 febbraio 2024 PalaOlimpia, Verona                         | Verona             | 3 - 0 | Padova               | 25-19, 25-23, 25-20               |
| 18ª giornata - 11 febbraio 2024 PalaEvangelisti, Perugia                   | Sir Safety Perugia | 2 - 3 | Verona               | 20-25, 25-21, 14-25, 25-17, 13-15 |
| 19ª giornata - 14 febbraio 2024 PalaOlimpia, Verona                        | Verona             | 3 - 1 | You Energy           | 25-22, 25-15, 20-25, 25-21        |
| 20ª giornata - 18 febbraio 2024 Palalido, Milano                           | Powervolley Milano | 3 - 0 | Verona               | 25-20, 25-23, 25-16               |
| 21ª giornata - 25 febbraio 2024 Palazzetto dello Sport, Cisterna di Latina | Cisterna           | 0 - 3 | Verona               | 22-25, 19-25, 26-28               |
| 22ª giornata - 3 marzo 2024 PalaOlimpia, Verona                            | Verona             | 0 - 3 | Lube                 | 25-27, 19-25, 22-25               |

#### Play-off scudetto
| Quarti di finale (gara 1) - 6 marzo 2024 PalaEvangelisti, Perugia  | Sir Safety Perugia | 3 - 1 | Verona             | 23-25, 25-16, 25-21, 25-19        |
| Quarti di finale (gara 2) - 10 marzo 2024 PalaOlimpia, Verona      | Verona             | 1 - 3 | Sir Safety Perugia | 25-21, 21-25, 16-25, 15-25        |
| Quarti di finale (gara 3) - 17 marzo 2024 PalaEvangelisti, Perugia | Sir Safety Perugia | 3 - 2 | Verona             | 25-22, 25-20, 22-25, 15-25, 17-15 |

#### Play-off 5º posto
| 1ª giornata - 3 aprile 2024 PalaOlimpia, Verona                | Verona     | 3 - 1 | Padova   | 25-18, 25-18, 22-25, 25-21       |
| 2ª giornata - 7 aprile 2024 PalaBanca, Piacenza                | You Energy | 3 - 2 | Verona   | 25-20, 23-25, 25-27, 25-16, 15-8 |
| 3ª giornata - 10 aprile 2024 PalaCivitanova, Civitanova Marche | Lube       | 0 - 3 | Verona   | 22-25, 23-25, 17-25              |
| 4ª giornata - 13 aprile 2024 PalaOlimpia, Verona               | Verona     | 3 - 0 | Modena   | 25-15, 25-18, 25-22              |
| 5ª giornata - 17 aprile 2024 PalaOlimpia, Verona               | Verona     | 3 - 0 | Cisterna | 25-23, 25-15, 27-25              |
| Semifinali - 22 aprile 2024 PalaOlimpia, Verona                | Verona     | 3 - 1 | Modena   | 25-22, 25-22, 23-25, 25-19       |
| Finale - 27 aprile 2024 PalaOlimpia, Verona                    | Verona     | 1 - 3 | Lube     | 25-23, 18-25, 24-26, 22-25       |

### Coppa Italia
| Quarti di finale - 3 gennaio 2024 PalaTrento, Trento | Trentino | 3 - 0 | Verona | 25-14, 25-19, 25-23 |

## Statistiche

### Statistiche di squadra
| Competizione | Punti | In casa | In casa | In casa | In trasferta | In trasferta | In trasferta | Totale | Totale | Totale |
| Competizione | Punti | G       | V       | P       | G            | V            | P            | G      | V      | P      |
| ------------ | ----- | ------- | ------- | ------- | ------------ | ------------ | ------------ | ------ | ------ | ------ |
| Superlega    | 36/13 | 17      | 10      | 7       | 15           | 8            | 7            | 32     | 18     | 14     |
| Coppa Italia | -     | 0       | 0       | 0       | 1            | 0            | 1            | 1      | 0      | 1      |
| Totale       | -     | 17      | 10      | 7       | 16           | 8            | 8            | 33     | 18     | 15     |

G = partite giocate; V = partite vinte; P = partite perse

### Statistiche dei giocatori
| Giocatore        | Superlega | Superlega | Superlega | Superlega | Superlega | Coppa Italia | Coppa Italia | Coppa Italia | Coppa Italia | Coppa Italia | Totale | Totale | Totale | Totale | Totale |
| Giocatore        | P         | PT        | AV        | MV        | BV        | P            | PT           | AV           | MV           | BV           | P      | PT     | AV     | MV     | BV     |
| ---------------- | --------- | --------- | --------- | --------- | --------- | ------------ | ------------ | ------------ | ------------ | ------------ | ------ | ------ | ------ | ------ | ------ |
| P. Bonisoli      | 10        | 0         | 0         | 0         | 0         | 0            | 0            | 0            | 0            | 0            | 10     | 0      | 0      | 0      | 0      |
| L. Cortesia      | 17        | 96        | 57        | 31        | 8         | 0            | 0            | 0            | 0            | 0            | 17     | 96     | 57     | 31     | 8      |
| F. D'Amico       | 30        | 0         | 0         | 0         | 0         | 1            | 0            | 0            | 0            | 0            | 31     | 0      | 0      | 0      | 0      |
| D. Džavoronok    | 31        | 307       | 243       | 22        | 42        | 1            | 10           | 8            | 0            | 2            | 32     | 317    | 251    | 22     | 44     |
| A. Esmaeilnezhad | 30        | 393       | 326       | 33        | 34        | 1            | 5            | 3            | 2            | 0            | 31     | 398    | 329    | 35     | 34     |
| A. Grozdanov     | 28        | 170       | 92        | 66        | 12        | 0            | 0            | 0            | 0            | 0            | 28     | 170    | 92     | 66     | 12     |
| N. Jovović       | 12        | 5         | 3         | 2         | 0         | 0            | 0            | 0            | 0            | 0            | 12     | 5      | 3      | 2      | 0      |
| N. Keïta         | 22        | 332       | 290       | 19        | 23        | 1            | 8            | 8            | 0            | 0            | 23     | 340    | 298    | 19     | 23     |
| L. Mosca         | 19        | 80        | 56        | 23        | 1         | 1            | 7            | 6            | 1            | 0            | 20     | 87     | 62     | 24     | 1      |
| R. Možič         | 29        | 373       | 326       | 25        | 22        | 1            | 5            | 3            | 1            | 1            | 30     | 378    | 329    | 26     | 23     |
| F. Sani          | 26        | 113       | 94        | 14        | 5         | 1            | 0            | 0            | 0            | 0            | 27     | 113    | 94     | 14     | 5      |
| L. Spirito       | 30        | 57        | 20        | 23        | 14        | 1            | 2            | 1            | 0            | 1            | 31     | 59     | 21     | 23     | 15     |
| A. Truhtchev     | 3         | 6         | 5         | 1         | 0         | -            | -            | -            | -            | -            | 3      | 6      | 5      | 1      | 0      |
| A. Zanotti       | 8         | 0         | 0         | 0         | 0         | 0            | 0            | 0            | 0            | 0            | 8      | 0      | 0      | 0      | 0      |
| A. Zingel        | 23        | 61        | 37        | 21        | 3         | 1            | 5            | 4            | 1            | 0            | 24     | 66     | 41     | 22     | 3      |

P = presenze; PT = punti totali; AV = attacchi vincenti; MV = muri vincenti; BV = battute vincenti